# إيمانويل ألت
إيمانويل ألت (بالفرنسية: Emmanuelle Alt) (من مواليد 18 مايو 1967 في باريس ، فرنسا) رئيس تحرير مجلة فوغ باريس منذ فبراير 2011 ، خلفًا لكارين روتيفيلد. إيمانويل أصبحت مدير أزياء من المجلة في عام 2000 ، عندما تولى رويتفيلد منصب رئيس التحرير ووظفت إيمانويل ألت مباشرةً من مجلة ميكست.